# Церква Введення в храм Пресвятої Богородиці (Смолянка)
Церква Введення в храм Пресвятої Богородиці в Смолянці — парафія і храм греко-католицької громади Великоберезовицького деканату Тернопільсько-Зборівської архієпархії Української греко-католицької церкви в селі Смолянка Тернопільського району Тернопільської области.
Оголошена пам'яткою архітектури місцевого значення.

## Історія церкви
Храм, фундатором якого був граф В. Баворовський, був збудований ще у 1780 році. Усередині він має чудово оздоблений іконостас, розписи на стінах та хори.
До 1946 року парафія і храм належали до УГКЦ. Потім, до 1961 року, вони перебували в юрисдикції РПЦ. Після цього храм закрила державна влада. З 1990 року парафія і храм знову повернулися до лона УГКЦ.
У 2011 році парафію відвідав владика Василій Семенюк з мощами Івана Хрестителя.
При парафії діють такі спільноти:
- Братство Матері Божої Неустанної Помочі (з 7 липня 1991 року)
- Спільнота «Матері в молитві» (з 9 серпня 2011 року), до якої входять 16 жінок

15 парафіян є членами Всесвітньої організації «Жива Вервиця» (з 2010 року)
На церковному подвір'ї розташовані фігура Матері Божої, Місійний хрест та фігура В. Баворовського. Парафія має у власності приміщення церкви та дзвіницю.

## Парохи
- о. Степан Левицький (1832),
- о. Дмитро Білинський (1841),
- о. Варанучинський (до 1893),
- о. Євген Герасимович (1914),
- о. Юліан Сироїчковський,
- о. Євген Лопатинський (до 1931),
- о. Василь Станимир (до 1946),
- о. Василь Собчук (1990—1998),
- о. Омелян Колодчак (1998—2003),
- о. Ігор Чибрас (з 2003).